# An Abundance of Katherines
O Teorema Katherine (em inglês: An Abundance of Katherines) é um livro de ficção jovem adulta, escrito por John Green. Foi publicado em 2006, sendo finalista do Prêmio Michael L. Printz.
O livro inclui um apêndice escrito por Daniel Biss, um amigo próximo de John Green, explicando algumas das equações complexas usadas por Colin na história.

## Enredo
Colin Singleton, uma criança prodígio, tem medo de não ser capaz de continuar sendo um gênio como adulto. No decorrer de sua vida, Colin namorou dezenove garotas chamadas Katherine, todas soletradas da mesma forma. Depois de ser largado por sua namorada, Katherine XIX, Colin resolve cair na estrada com Hassan Harbish, seu melhor amigo, buscando um momento eureka. Depois de dirigirem de Chicago para o Tennessee, eles param em uma cidade onde supostamente está o corpo do Arquiduque Francisco Fernando. Lá, eles conhecem Lindsey Lee Wells. Depois de um tempo, Colin e Hassan conseguem um emprego com Hollis, mãe de Lindsey, dona de uma fábrica local, na cidade de Gutshot, Tennessee. Hollis contrata os dois para que realizem entrevistas com todos os adultos moradores de Gutshot, para montar a história da cidade.
Colin começa a gostar de Lindsey, que namora um rapaz chamado Colin. Enquanto isso, Colin continua perseguindo seu momento eureka, criando oTeorema Fundamental da Previsibilidade das Katherines. O  teorema determina a curva de qualquer relacionamento, baseado em diversos fatores da personalidade das duas pessoas em um relacionamento.
Hassan começa a namorar Katrina, uma amiga de Lindsey. O relacionamento termina quando Colin e Hassan encontram Katrina traindo-o com o outro Colin. Lindsey também descobre sobre a traição e termina com ele.
Colin encontra Lindsey em seu esconderijo secreto, em uma caverna, onde ele conta a ela a história de cada uma das Katherines que ele já amou. Lindsey fala para ele que não está triste, mas aliviada por descobrir a traição do outro Colin. Eles entram em uma discussão sobre o que é importante para eles, e acabam confessando o amor que sentem um pelo outro. Conforme os dois entram em um relacionamento, Colin decide usar seu Teorema Fundamental da Previsibilidade das Katherines, afim de determinar se sua relação com Lindsey irá durar ou não. O teorema revela que a relação irá durar apenas mais quatro dias. Lindsey passa uma nota por baixo da porta de Colin, quatro dias depois, dizendo que ela não pode ser namorada dele, pois está apaixonada por Hassan. No fim da carta, ela põe um P.S, deixando claro que era uma piada.
No fim, Colin percebe que seu teorema não é capaz de predizer o futuro de um relacionamento, apenas explicar o motivo de um relacionamento passado ter dado errado.

## Estilo e Narrativa
O livro é escrito em terceira pessoa. John Green usou este estilo para que o leitor crie empatia por Colin. Em um post em seu blog, ele escreveu que o livro "precisava ser escrito em terceira pessoa, pois é sobre um garoto que tem um cérebro que não gosta de narrativas, e tem dificuldades para contar histórias de maneira que outras pessoas achem interessante."

O livro inclui muitas notas de rodapé, pois é uma parte essencial do livro entender como o cérebro de Colin funciona. John Green disse que as notas de rodapé "funcionam como um complemento a narrativa." O Teorema Katherine é um livro de ficção, que inclui muitas fórmulas e termos matemáticos. 

O livro possui 19 capítulos, para realçar o número 19 na história. Os capítulos incluem memórias de Colin, que servem para refletir as relações entre uma narrativa cronológica e emocional. Esse formato também é chamado de narrativa não-linear.